# Johannes Scholastikos
Johannes III. von Konstantinopel (* Anfang des 6. Jahrhunderts; † 577), meist Johannes Scholastikos (oder Scholasticus) genannt, war ein Rechtsgelehrter und von 565 bis zu seinem Tode Patriarch von Konstantinopel. 
Er wurde als Sohn eines Geistlichen in der Nähe von Antiochia geboren und war dort als Rechtsanwalt (griechisch σχολαστικός, daher der Beiname Scholastikos, latinisiert Scholasticus) tätig. In dieser Zeit kompilierte er eine Kanones-Sammlung, die Synagoga L titulorum, die für die Geschichte des Kirchenrechts sehr große Bedeutung hat. Es handelt sich um die erste erhaltene systematische Sammlung des griechischen Kirchenrechts. Außerdem wird ihm eine Sammlung von epitomierten Kaisergesetzen, die Collectio LXXXVII capitulorum, zugeschrieben. Etwa 550 wurde er zum Presbyter geweiht und als Apokrisar des Patriarchen von Antiochia nach Konstantinopel entsandt. Im Jahr 565 ernannte Kaiser Justinian ihn zum Nachfolger des Eutychios als Patriarch von Konstantinopel.
In der älteren Forschung wurde Johannes Scholastikos häufiger mit Johannes Malalas identifiziert.